# Fechtweltmeisterschaften 1990
Die 39. Fechtweltmeisterschaft fand 1990 in Lyon statt. Es wurden zehn Wettbewerbe ausgetragen, sechs für Herren und vier für Damen.

## Herren

### Florett, Einzel
| Platz | Land | Sportler             |
| ----- | ---- | -------------------- |
| 1     | FRA  | Philippe Omnès       |
| 2     | ITA  | Andrea Borella       |
| 3     | URS  | Dmitri Schewtschenko |

### Florett, Mannschaft
| Platz | Land        | Sportler                                                                  |
| ----- | ----------- | ------------------------------------------------------------------------- |
| 1     | Italien     | Alessandro Puccini, Andrea Borella, Andrea Cipressa, Federico Cervi       |
| 2     | Polen       | Piotr Kiełpikowski, Ryszard Sobczak, Leszek Bandach, Adam Krzesiński      |
| 3     | Sowjetunion | Dmitri Schewtschenko, Serhij Holubyzkyj, Wladimir Apziauri, Boris Korezki |

### Degen, Einzel
| Platz | Land | Sportler       |
| ----- | ---- | -------------- |
| 1     | FRG  | Thomas Gerull  |
| 2     | ITA  | Angelo Mazzoni |
| 3     | FRG  | Arnd Schmitt   |

### Degen, Mannschaft
| Platz | Land        | Sportler                                                                           |
| ----- | ----------- | ---------------------------------------------------------------------------------- |
| 1     | Italien     | Sandro Cuomo, Angelo Mazzoni, Sandro Resegotti, Stefano Pantano, Maurizio Randazzo |
| 2     | Frankreich  | Olivier Lenglet, Éric Srecki, Jean-Michel Henry, Philippe Riboud                   |
| 3     | Sowjetunion | Pawel Kolobkow, Witali Agejew, Andrei Schuwalow, Mychajlo Tyschko                  |

### Säbel, Einzel
| Platz | Land | Sportler         |
| ----- | ---- | ---------------- |
| 1     | HUN  | György Nébald    |
| 2     | URS  | Heorhij Pohossow |
| 3     | ITA  | Tonhi Terenzi    |

### Säbel, Mannschaft
| Platz | Land           | Sportler                                                                   |
| ----- | -------------- | -------------------------------------------------------------------------- |
| 1     | Sowjetunion    | Heorhij Pohossow, Grigori Kirijenko, Serhij Mindirhassow, Andrei Alschan   |
| 2     | Ungarn         | György Nébald, Bence Szabó, Imre Bujdosó, Csaba Köves, László Csongrádi    |
| 3     | BR Deutschland | Felix Becker, Jürgen Nolte, Jörg Kempenich, Ulrich Eifler, Frank Bleckmann |

## Damen

### Florett, Einzel
| Platz | Land | Sportlerin        |
| ----- | ---- | ----------------- |
| 1     | FRG  | Anja Fichtel      |
| 2     | ITA  | Giovanna Trillini |
| 3     | URS  | Olga Welitschko   |

### Florett, Mannschaft
| Platz | Land                | Sportlerinnen                                                           |
| ----- | ------------------- | ----------------------------------------------------------------------- |
| 1     | Italien             | Giovanna Trillini, Margherita Zalaffi, Dorina Vaccaroni, Lucia Traversa |
| 2     | Sowjetunion         | Olga Welitschko, Tatjana Sadowskaja, Jelena Grischina, Olga Sidorowa    |
| 3     | Volksrepublik China | Liang Jun, Sun Hongyun, Xiao Aihua, E Jie                               |

### Degen, Einzel
| Platz | Land | Sportlerin    |
| ----- | ---- | ------------- |
| 1     | CUB  | Taymi Chappe  |
| 2     | HUN  | Diana Eöri    |
| 3     | URS  | Marija Masina |

### Degen, Mannschaft
| Platz | Land           | Sportlerinnen                                                                     |
| ----- | -------------- | --------------------------------------------------------------------------------- |
| 1     | BR Deutschland | Eva-Maria Ittner, Ute Schaeper, Renate Riebandt-Kaspar, Monika Ritz, Sabine Krapf |
| 2     | Ungarn         | Diana Eöri, Gyöngyi Szalay, Marina Várkonyi, Mariann Horváth, Zsuzsanna Szőcs     |
| 3     | Italien        | Alessandra Anglesio, Elisa Uga, Annalisa Coltorti, Saba Amendolara, Laura Chiesa  |